# 菅井信也
菅井 信也（すがい しんや、2003年6月28日 - ）は、山形県南陽市出身のプロ野球選手（投手）。左投左打。埼玉西武ライオンズ所属。

## 経歴

### プロ入り前
南陽市立赤湯小学校3年時に赤湯ワイルドキッズで野球を始める。南陽市立赤湯中学校では軟式野球部に所属。
山本学園高等学校では1年夏からベンチ入りし、秋からエースナンバーを背負う。3年夏の山形大会では3回戦で敗退するが、15イニングを投げ30個の三振を奪った。
プロ志望届を提出し、2021年10月11日に開催された2021年度ドラフト会議で埼玉西武ライオンズから育成3巡目で指名を受けた。11月18日、支度金350万円、年俸280万円で入団に合意した。背番号は128。担当スカウトは水沢英樹。

### 西武時代

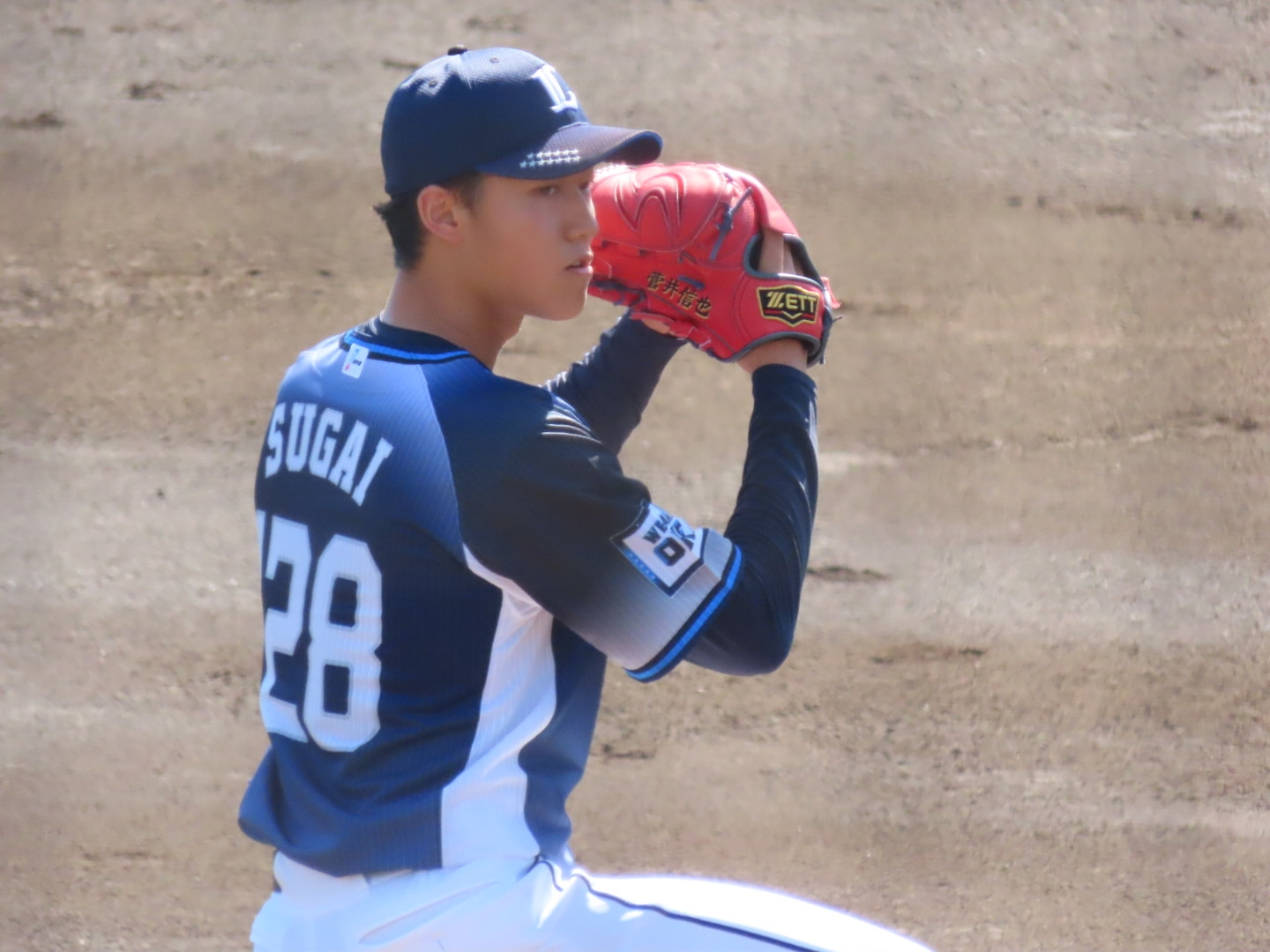
2022年10月2日 ジャイアンツ球場にて

2022年はイースタン・リーグで3試合に出場し、防御率3.00の成績を残した。オフに現状維持となる推定年俸280万円で契約更改した。
2023年はイースタン・リーグに15試合の出場で4勝2敗・防御率3.12の成績を記録。シーズン終了後のみやざきフェニックス・リーグでの阪神タイガース戦では、この年日本一となった阪神の主力打線を6回1失点に抑える好投を見せた。オフに現状維持となる推定年俸280万円で契約更改した。
2024年は、二軍で9試合中8試合に先発し、1勝2敗、防御率2.57、49回を投げ52奪三振を記録。6月2日、支配下選手契約を結んだことが発表され、背番号は71となった。6月6日の東京ヤクルトスワローズ戦で先発で一軍初登板したが、制球が安定せず2回までに4与四球、3回に山田哲人に被本塁打を喫し、5回2失点で敗戦投手となった。翌6月7日に一軍登録を抹消された。自身の誕生日であり、地元・山形県のきらやかスタジアムで東北楽天ゴールデンイーグルス戦が開催される同月28日、再度一軍登録された（ただし、同日の登板は叶わず）。6月30日の対楽天戦（楽天モバイルパーク宮城）で初救援登板し、1回を無失点に抑えて初ホールドを記録した。監督代行の渡辺久信は当面中継ぎで経験を積ませる方針を示していたが、7月15日のオリックス・バファローズ戦（ベルーナドーム）にて本拠地初先発となり、7回無失点でプロ初勝利を記録した。これは球団史上初の育成出身投手による先発勝利となった。

## 選手としての特徴・人物
スライダーが武器の左の本格派で奪三振率が高い。その他にもカットボール、チェンジアップ、カーブを使用するが、一軍初登板時、監督代行の渡辺久信は「直球しか頼るボールがなかった」との評価を下している。直球の最速149km/h。目標とする投手は菊池雄星。
西武に入団してからの2年間はファーム投手コーチであった内海哲也に指導を受けており、内海が巨人投手コーチになった後に支配下契約になったことを直接報告し、祝福された。

## 詳細情報

### 年度別投手成績
| 年 度     | 球 団     | 登 板 | 先 発 | 完 投 | 完 封 | 無 四 球 | 勝 利 | 敗 戦 | セ 丨 ブ | ホ 丨 ル ド | 勝 率 | 打 者 | 投 球 回 | 被 安 打 | 被 本 塁 打 | 与 四 球 | 敬 遠 | 与 死 球 | 奪 三 振 | 暴 投 | ボ 丨 ク | 失 点 | 自 責 点 | 防 御 率 | W H I P |
| --------- | --------- | ----- | ----- | ----- | ----- | -------- | ----- | ----- | -------- | ----------- | ----- | ----- | -------- | -------- | ----------- | -------- | ----- | -------- | -------- | ----- | -------- | ----- | -------- | -------- | ------- |
| 2024      | 西武      | 8     | 5     | 0     | 0     | 0        | 1     | 2     | 0        | 1           | .333  | 108   | 24.0     | 26       | 4           | 10       | 0     | 0        | 22       | 0     | 0        | 14    | 14       | 5.25     | 1.50    |
| 通算：1年 | 通算：1年 | 8     | 5     | 0     | 0     | 0        | 1     | 2     | 0        | 1           | .333  | 108   | 24.0     | 26       | 4           | 10       | 0     | 0        | 22       | 0     | 0        | 14    | 14       | 5.25     | 1.50    |

- 2024年度シーズン終了時

### 年度別守備成績
| 年 度 | 球 団 | 投手  | 投手  | 投手  | 投手  | 投手  | 投手     |
| 年 度 | 球 団 | 試 合 | 刺 殺 | 補 殺 | 失 策 | 併 殺 | 守 備 率 |
| ----- | ----- | ----- | ----- | ----- | ----- | ----- | -------- |
| 2024  | 西武  | 8     | 0     | 3     | 0     | 0     | 1.000    |
| 通算  | 通算  | 8     | 0     | 3     | 0     | 0     | 1.000    |

- 2024年度シーズン終了時

### 記録
初記録
投手記録
- 初登板・初先発登板：2024年6月6日、対東京ヤクルトスワローズ3回戦（明治神宮野球場）、5回2失点で敗戦投手[13]
- 初奪三振：同上、1回裏にドミンゴ・サンタナから見逃し三振
- 初ホールド：2024年6月30日、対東北楽天ゴールデンイーグルス12回戦（楽天モバイルパーク宮城）、6回裏に2番手で救援登板、1回無失点
- 初勝利・初先発勝利：2024年7月15日、対オリックス・バファローズ13回戦（ベルーナドーム）、7回無失点7奪三振無四球[18]

打撃記録
- 初打席：2024年6月6日、対東京ヤクルトスワローズ3回戦（明治神宮野球場）、3回表に高橋奎二から空振り三振

### 背番号
- 128（2022年 - 2024年6月2日）
- 71（2024年6月3日 - ）